# ایتالو آلایمو
ایتالو آلایمو (انگلیسی: Italo Alaimo; ۸ سپتامبر ۱۹۳۸ – ۱۷ ژوئیهٔ ۱۹۶۷) بازیکن فوتبال اهل ایتالیا بود.
از باشگاه‌هایی که در آن بازی کرده‌است می‌توان به باشگاه فوتبال رجینا اشاره کرد.